# Oopsis keiensis
Oopsis keiensis là một loài bọ cánh cứng trong họ Cerambycidae.